# Litinium volutum
Litinium volutum är en rundmaskart som beskrevs av Gerlach 1962. Litinium volutum ingår i släktet Litinium och familjen Oxystominidae. Inga underarter finns listade i Catalogue of Life.